# Носач

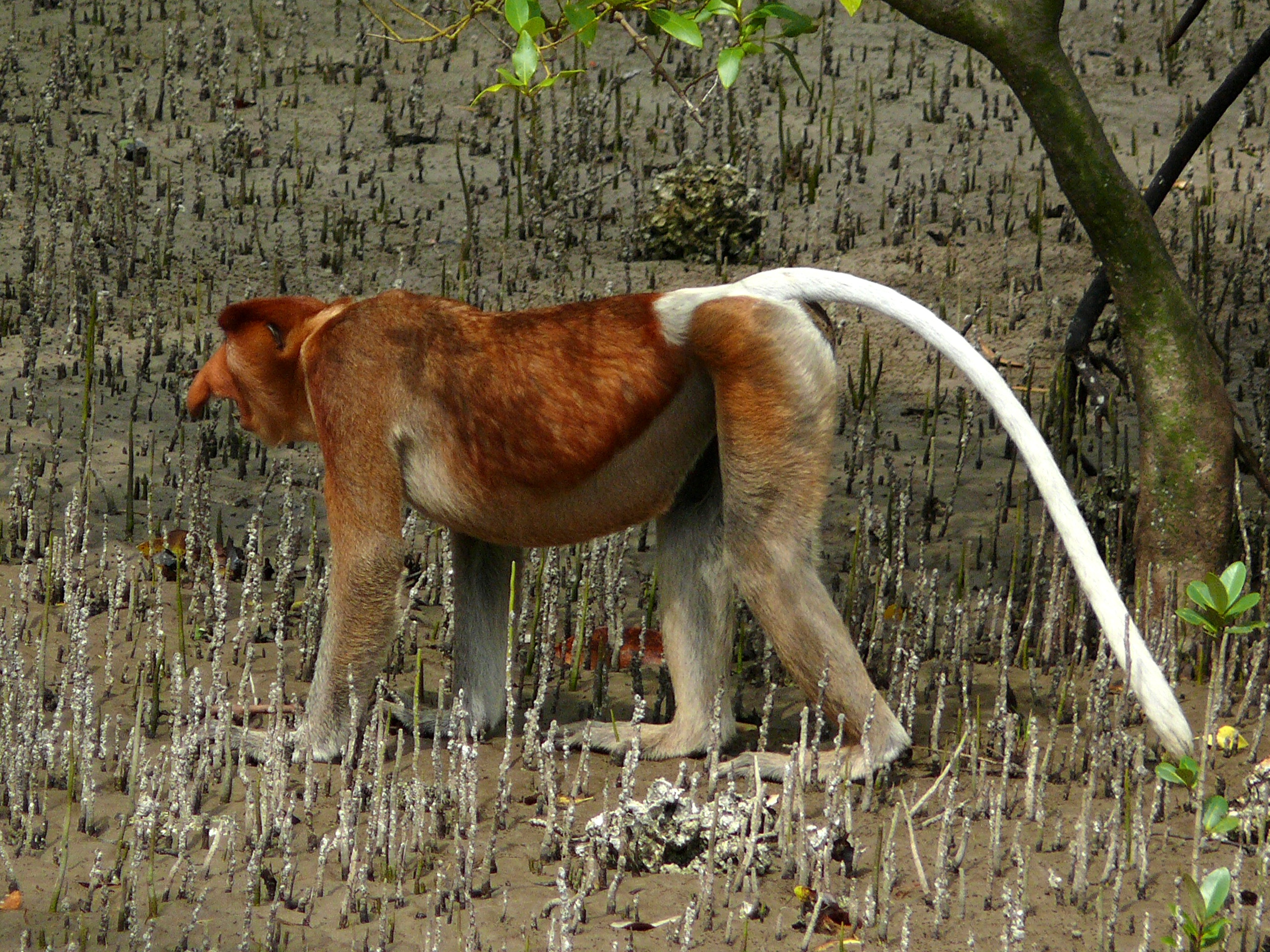

Носа́ч, или обыкновенный носач, или кахау (лат. Nasalis larvatus) — вид приматов из подсемейства тонкотелых обезьян в составе семейства мартышковых. Распространён исключительно на острове Калимантан (Борнео), где населяет прибрежные регионы и долины.

## Внешние признаки
Самым бросающимся в глаза признаком носача является его крупный нос, похожий на огурец, который однако имеется только у самцов. Шерсть носачей на верхней стороне желтовато-коричневая, на нижней стороне она окрашена в белый цвет. Руки, ноги и хвост серого цвета, а безволосое лицо красное. Размер носачей достигает от 66 до 75 см, хвост примерно столь же длинный, как и туловище. Масса самцов колеблется от 16 до 22 кг, — вдвое больше, чем масса самок.

## Поведение
Носачи живут в лесах и активны в дневное время. Ночь и утро они проводят в отдыхе, а пик их активности приходится на вторую половину дня или вечер.

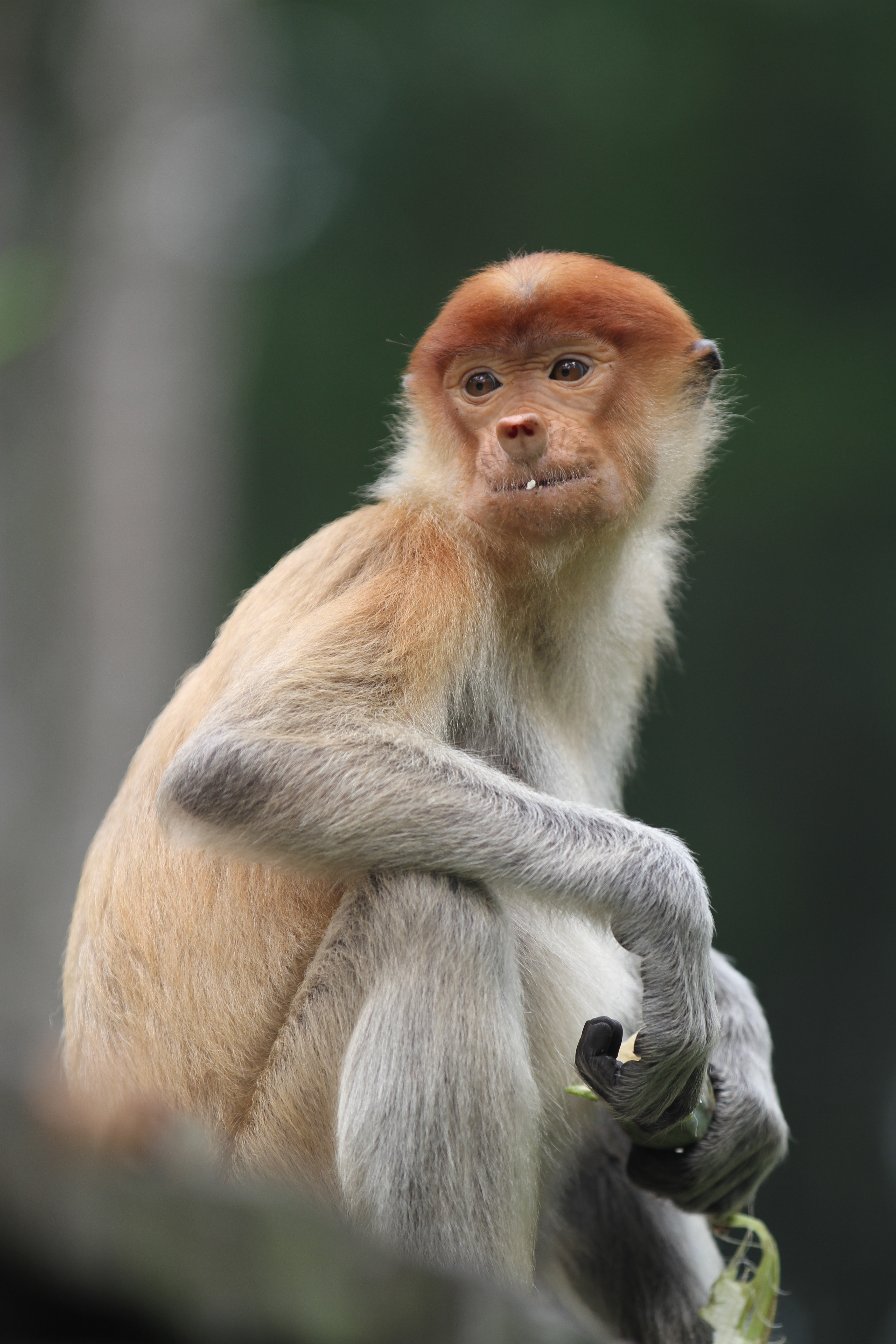
Самка носача. Большой нос является лишь проявлением полового диморфизма у самцов.

Носачи живут в тропических лесах или манграх и никогда не отдаляются далеко от воды. Они отличные пловцы, прыгающие в воду прямо с деревьев и умеющие преодолевать до 20 метров, двигаясь под водой. Из всех приматов они являются лучшими пловцами. В пределах открытого мелководья мангров они передвигаются на четырёх конечностях, однако расстояния между густо растущими деревьями мангров они преодолевают на двух ногах, идя почти вертикально. Наряду с гиббонами и человеком они, таким образом, являются единственными приматами, умеющими преодолевать относительно длинные расстояния прямо на двух ногах.
Носачи живут в группах от 10 до 30 особей, которые могут быть либо группами-гаремами (один самец и много самок), либо чисто мужскими группами. Самцы покидают группу, в которой они родились, при достижении половой зрелости, а самки остаются в ней. Однако иногда случается, что взрослые самки покидают своего самца и примыкают к другому. В поисках пищи или для ночного покоя нередко несколько групп объединяются в одну большую группу.
Назначение крупных носов у самцов неизвестно. Возможно, он служит для сексуальной привлекательности — чем больше нос, тем больше шансов впечатлить и завоевать самку. По другой версии, размер носа определяет статус самца в группе — самцы, обладающие крупными носами, занимают более высокое положение среди сородичей. Игорь Акимушкин предположил, что большой нос позволяет самцам издавать более громкие звуки.

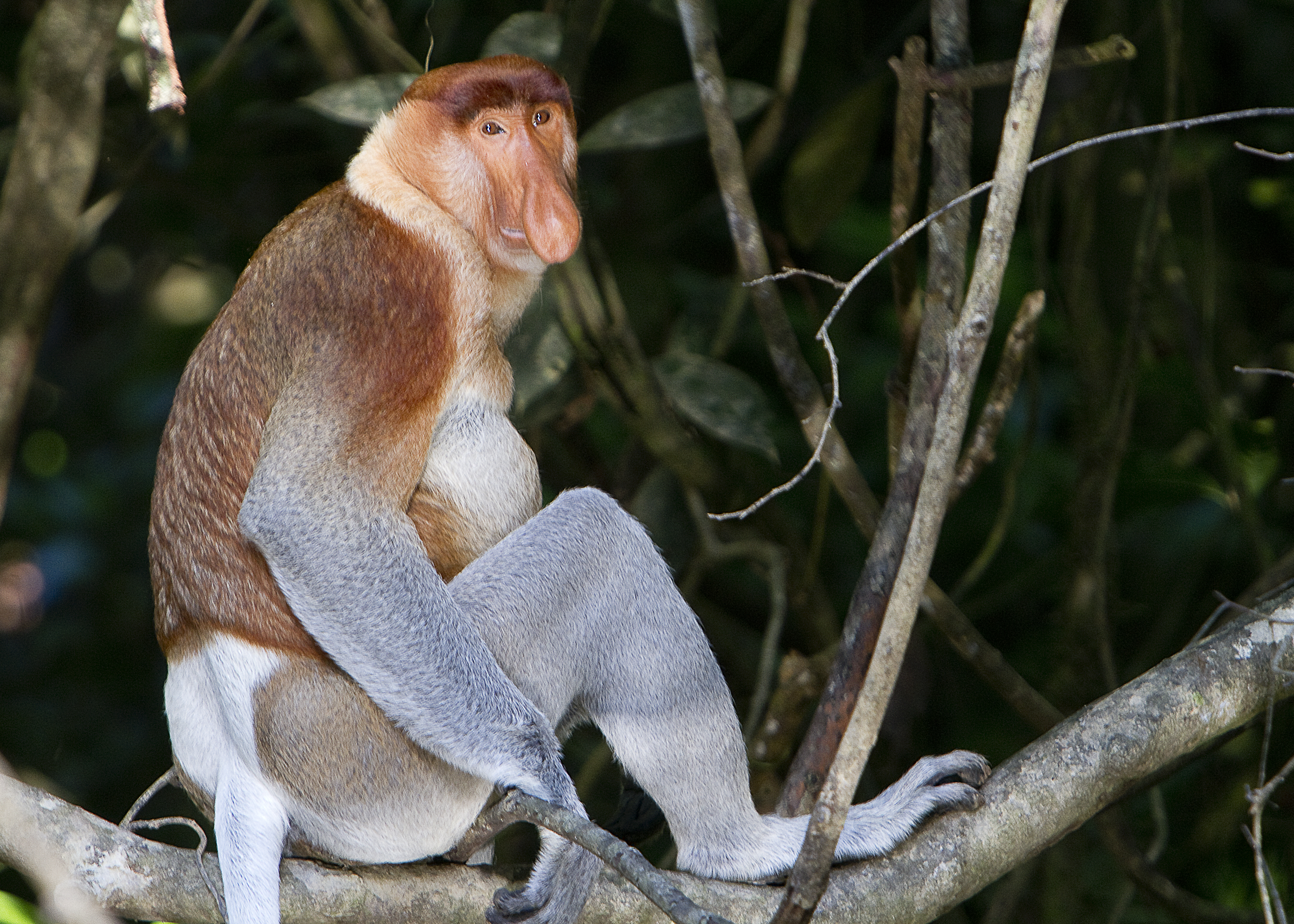

Врагами носачей являются крокодилы и дымчатые леопарды. Дымчатые леопарды способны убивать даже самцов носачей.

## Питание
Пища носачей состоит в основном из листьев и фруктов. В небольших объёмах они питаются и цветками растений.

## Размножение
Инициатива к спариванию исходит от самки, которая выпячивает губы, мотает головой из стороны в сторону и демонстрирует самцу свои гениталии. Примерно через 170 дней после спаривания на свет рождается, как правило, один детёныш, у которого в отличие от взрослых лицо голубого цвета. Мать кормит его молоком на протяжении семи месяцев, но и после этого остаётся с ним ещё некоторое время в тесном контакте. Половая зрелость наступает в возрасте от пяти до семи лет, у самцов позднее, чем у самок.

## Угрозы
В настоящее время вырубка лесов представляет главную угрозу для носачей. Также этот вид страдает от охоты, хотя он охраняется законом. Согласно МСОП, носачи находятся под угрозой исчезновения. 